# Хаага
Хаага (фин. Haaga) — жилой район и бывший муниципалитет западного округа Хельсинки.
Хаага был отдельным муниципалитетом в 1923—1945 гг. В 1946 году большая часть территории района была присоединена к Хельсинки.
Хаага делится на четыре микрорайона:
- Похйойс-Хаага (фин.);
- Этеля-Хаага (фин.);
- Кивихака (фин.);
- Лассила (фин. Lassila).

В районе расположены две железнодорожные станции:
- Хуопалахти (фин.) в южной части района и
- Похйойс-Хаага (фин.) на севере.

## Население
По данным на 31 декабря 2012 года:
- территория — 532 га;
- население  — 26 126 чел.;
- плотность населения — 4910.9 чел./км²;
- землеобеспеченность с учётом внутренних вод — 203.6 м²/чел.